# آپولونی و دیونیسی

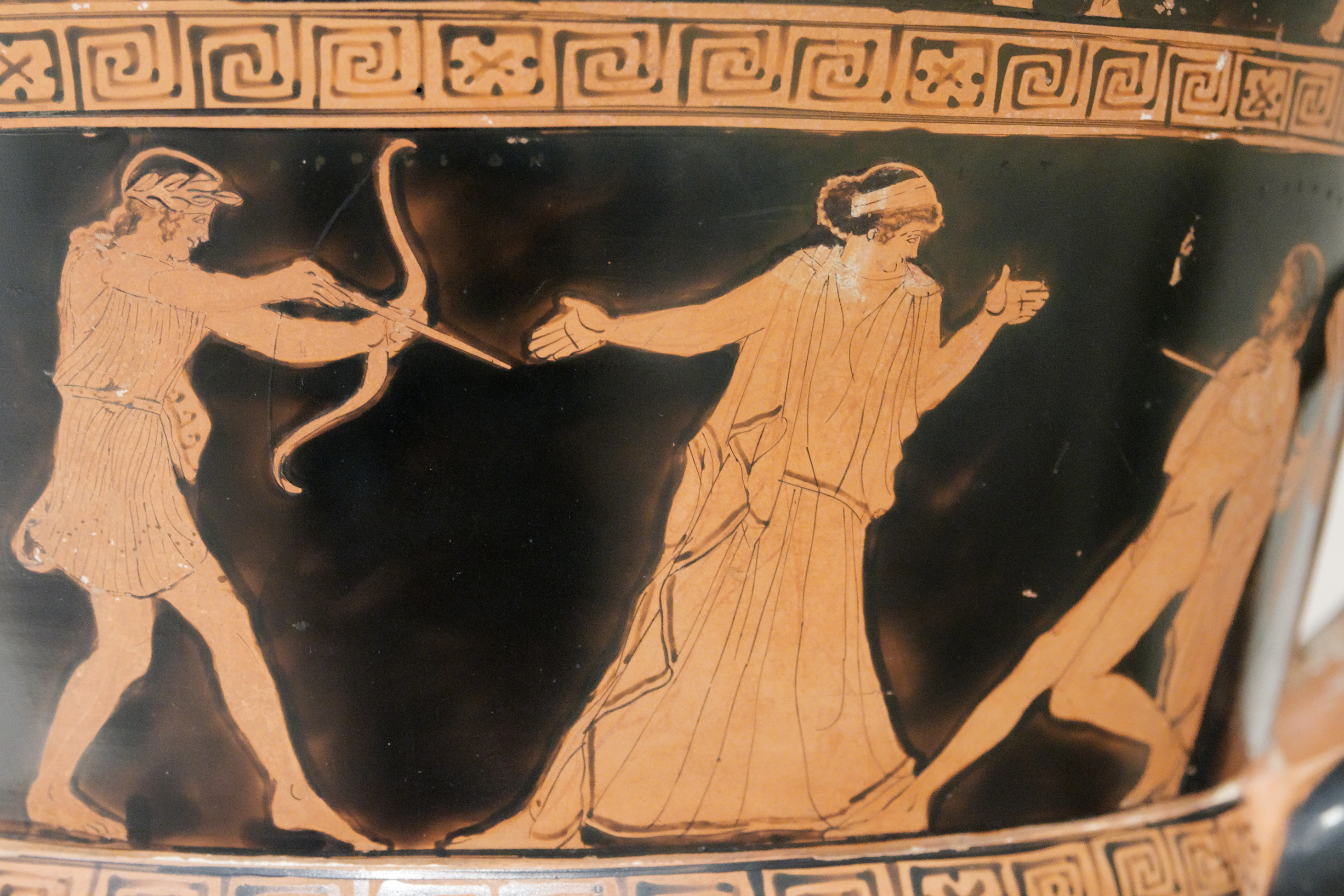
آپولون در حال کشتن دیونیسوس

هنر آپولونی و هنر دیونوسی نخستین بار در سدهٔ نوزدهم توسط فیلسوف آلمانی فریدریش نیچه در زایش تراژدی از آن یاد شده‌است. نیچه این اصطلاحات را در زیباشناسی وارد کرد. وی در طبقه‌بندی منحصر به فرد خود از اقسام هنری از اسطوره‌های یونان باستان وام می‌گیرد. آپولون و دیونیسوس دو فرزند زئوس، خدای المپ، از دو مادر متفاوت هستند. نیچه در زایش تراژدی از آپولون برای ترسیم و ارائه نمادین مفاهیمی چون هماهنگی، توازن، نظم، قانون گرایی، صورت کامل، وضوح، روشنی، تفرد و از اسطوره دیونیزوس نیز برای نشان دادن نیروهای حیاتی مفرط، پویایی، سرزندگی، تغییر و تحول، آفرینش و انهدام، تحرک، جنبش، ریتم، نشئگی و یگانگی استفاده می‌کند. وی در کتاب زایش تراژدی می‌گوید توسعهٔ هنر نتیجهٔ تقابل دو عنصر متضاد (آپولونی و دیونوسی) در زندگی خلاق بشر است. در هنر آپولونی مسایلی از قبیل اطمینان، ساختار و عقلانیت حاکم است و هنرمند تابع نیروهای آپولونی زمانی احساس آزادی می‌کند که تأمین باشد. در هنر آپولونی همه چیز چه خیر و چه شر تقدیس می‌شود هنر آپولونی بر وجود امر دهشتناک صحّه می‌گذارد اما در استحالهٔ به لذّات است که آن را زیبا نمایان می‌کند و تلویحاً آنچه ارائه می‌کند «دروغ» است. در تبیین نیچه، یونانیان مسلماً می‌دانستند که آپولونیسم تمام حقیقت جهان را بیان نمی‌کند: آنها به خود دروغ می‌گفتند.